# Bogotacris casanare
Bogotacris casanare är en insektsart som först beskrevs av Morgan Hebard 1923.  Bogotacris casanare ingår i släktet Bogotacris och familjen gräshoppor. Inga underarter finns listade i Catalogue of Life.